# Olene dasychiroides
Olene dasychiroides är en fjärilsart som beskrevs av Embrik Strand 1914. Olene dasychiroides ingår i släktet Olene och familjen tofsspinnare. Inga underarter finns listade i Catalogue of Life.